# 船襪

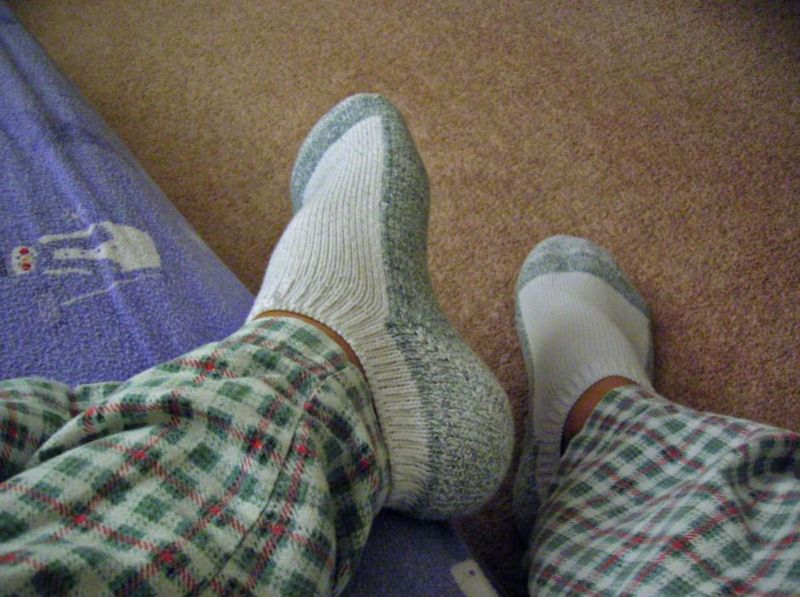
船襪

船襪（英語：low cut socks）是很短的襪子，短的程度到穿鞋後看不見襪子或只看到襪子的邊緣，質料為棉質，「船襪」之名是因為襪子的形狀好像船一樣，因為長度頂多到腳踝，所以又稱為「踝襪」或「船型襪」，在台灣則多半被叫做「隱形襪」，因為穿上鞋子後通常看不到襪子。

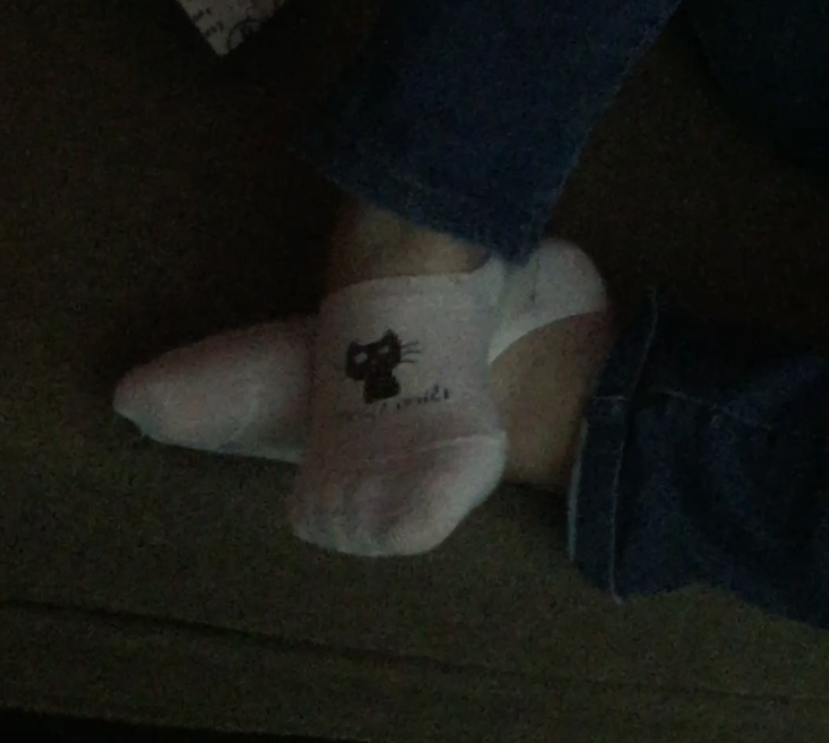
可爱的猫猫船袜

## 歷史
船襪出現在1980年代初，當時網球裝開始興起，經典款式有兩粒毛毛球在腳踝位，於2000年代中期又再度流行，但是已經變出很多的款式，主要用來配襯滑板裝，其次是短褲或短裙。有些女生在穿著上，因為要完整展現腿部曲線，襪子突出一截不好看，所以會穿著隱形襪，一般是在運動時或走運動休閒風格時穿，通常是搭配短褲或熱褲。或是穿包鞋會流腳汗者可吸汗。